# نوکیا سی۷
نوکیا سی۷(به انگلیسی: Nokia C7-00) یک گوشی هوشمند دارای سیستم عامل سیمبین ۳ (قابلیت ارتقا به سیمبین آنا و بلله) از سری سی نوکیا است. از ویژگی‌های سی ۷ می‌توان به صفحه نمایش لمسی خازنی ۳٫۵ اینچی و ۳۶۰×۶۴۰ پیکسلی آن اشاره کرد. این گوشی در سال ۲۰۱۰ و در نمایشگاه Q4 عرضه شد و یکی از اولین گوشی هایی تلفن همراه بود که قابلیت NFC (حوزه ارتباط نزدیک) بهره می برد.